# Reginald de Cobham

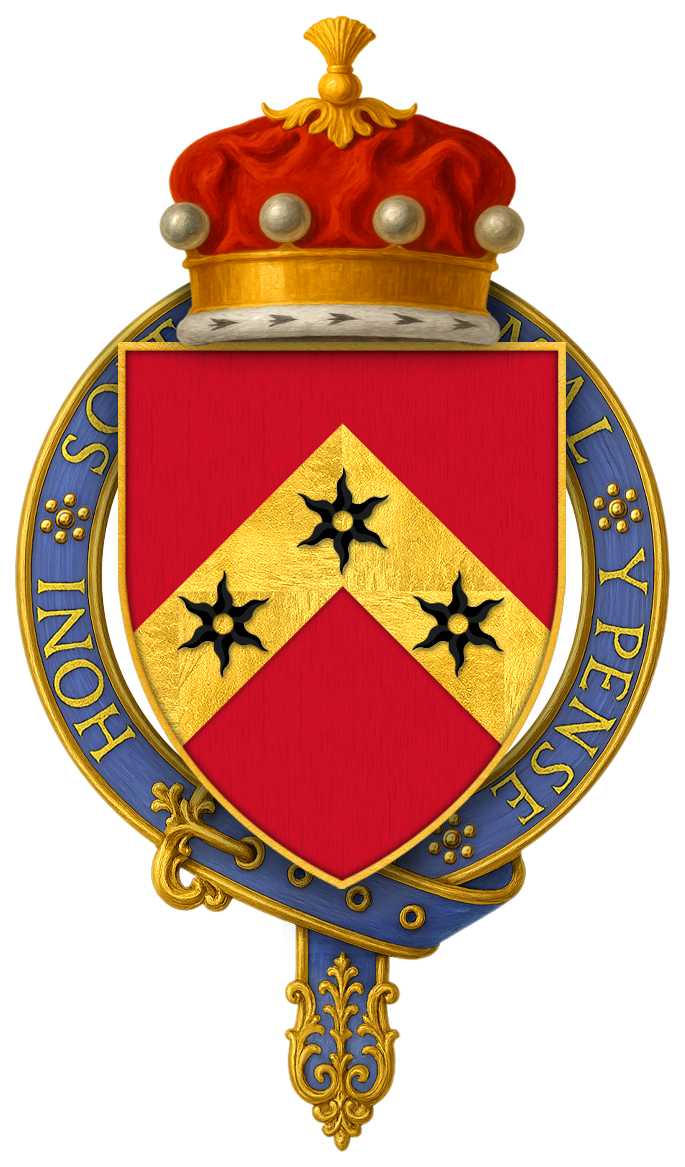
Escudo de Sir Reginald de Cobham, I barón Cobham, KG.

Reginald de Cobham, I barón Cobham, KG (h. 1295–1361) fue un caballero y diplomático inglés del siglo XIV.

## Vida
Era el segundo hijo de Sir Reginald de Cobham habido de su esposa Joan, hija y heredera de William de Evere. Este Reginald era el segundo hijo de John de Cobham, y su primera esposa Joan la hija de William Fitzbenedict. La familia tenía su hogar en Sterborough, Lingfield, Surrey.
En sus primeros años estuvo al servicio de ciertas misiones diplomáticas. Para el año 1334 era un caballero de la casa del of rey Eduardo III y luchó en las campañas escocesas contra David Bruce y posteriormente en el continente, tanto en los Países Bajos como en Bretaña. En 1342 fue llamado a la Casa de los Lores como Lord Cobham de Sterborough. 
En 1346 estaba incluido en la fuerza de Eduardo III que atacó Francia, luchando en la batalla de Crécy y en el extendido, pero a la larga exitoso, sitio de Calais. En 1352 fue investido caballero de la jarretera y en 1353 nombrado capitán de Calais, un cargo que conservó hasta su muerte. En 1355 sirvió a las órdenes del príncipe de Gales en Aquitania, interviniendo en su marcha sobre el Loira y su victoria en la batalla de Poitiers, donde, según el historiador francés Jean Froissart mató al caballero francés Godofredo de Charny.
Reginald se casó con Joan Berkeley, hija de Tomás Berkeley, a través de la cual podía reclamar parentesco con varias familias nobles: Sutton, Dudley, Beauchamp, De Despencer y Mortimer. La familia Cobham, sin embargo, estaba bien relacionada con las familias gobernantes de Inglaterra por derecho propio.
Murió en 1361, probablemente de peste, y fue enterrado en una impresionante tumba en la iglesia de Lingfield. Le sucedió su hijo Reginald, el segundo Lord Sterborough.